# Мігель Анхель Фелікс Гальярдо
Мігель Анхель Фелікс Гальярдо (ісп. Miguel Ángel Félix Gallardo; нар. 8 січня 1946) — мексиканський наркобарон, засновник картелю Гвадалахари. Відомий під прізвиськом «El Padrino» (Хрещений батько).

## Біографія
Народився Мігель Анхель Фелікс Гальярдо 8 січня 1946 року в місті Кульякан, штат Сіналоа. Спершу він працював агентом мексиканської федеральної поліції, потім охоронцем губернатора Сіналоа Леопольдо Санчеса Селіса. Мігель був хрещеним батьком сина Селіса Родольфо.
Гальярдо займався контрабандою марихуани з Мексики в США. З огляду на його досвід зв'язки з губернатором штату, Фелікс Гальярдо швидко домігся успіху і створив потужну організацію, що мала корумповані зв'язки по обидва боки кордону. Потім Гальярдо навів зв'язки з наркоторговцем Хуаном Маттою-Бальєстеросом, через якого вийшов на колумбійського наркобарона Пабло Ескобара. Гальярдо запропонував Ескобару послуги трафіку кокаїну з Колумбії до США через Мексику. На той час Фелікс Гальярдо, вже створив інфраструктуру, здатну здійснювати контрабанду кокаїну для колумбійців. Спочатку, за свої послугу Фелікс отримував оплату грошима. Але в кінці 1980-х років, мексиканець домовився з колумбійцями про оплату своїх послуг товаром, тобто кокаїном. І став брати від 35 до 50 % товару за свої послуги. Ця домовленість означала, що Фелікс Гальярдо, крім перевезення кокаїну, став брати участь в розподілі і збуті наркотику на території США, що після розгрому медельїнського, а потім і калійского картелів, дозволило йому стати найбільшим наркоторговцем. Його штаб-квартирою була вілла в Акапулько.

### Вбивство Камарени
На початку 80-х років Управління боротьби з наркотиками США (DEA) в наркокартель ввело свого таємного агента Енріке Камарену (ісп. Enrique Camarena). Йому вдалося глибоко проникнути в організацію і стати довіреною людиною Фелікса Гальярдо. У 1984 році, за його наводкою, 450 мексиканських солдатів за підтримки вертольотів, знищили 1000 гектарів плантацій марихуани, відомої як «Ранчо Буфало», де проживало і працювало близько 10 тисяч фермерів, річний обсяг виробництва на якій, оцінювався у 8 мільярдів доларів.
Мігель Гальярдо був стривожений таким великим провалом і наказав знайти інформатора. Завдяки зв'язкам в поліції і за допомогою корумпованих чиновників, ім'я таємного агента стало відоме. 7 лютого 1985 року Камарену викрали і, після тортур, по-звірячому вбили. Управління боротьби з наркотиками зайнялося розслідуванням, пошуком і затриманням винних у вбивстві американського федерального агента. Почалася операція «Leyenda», під час якої спеціальний секретний підрозділ було відправлено на територію Мексики для пошуку вбивць. Слідчі швидко визначили замовника і виконавців цього злочину: за вказівкою Мігеля Гальярдо, викрадення і вбивство агента під прикриттям Енріке Камарени, було виконано Ернесто Фонсекою Каррільо і Рафаелем Каро Кінтеро.
Під величезним тиском з боку США, Фонсека і Кінтеро були затримані, і хоча видати їх уряд Мексики відмовився, в результаті вони були визнані винними в контрабанді марихуани та вбивстві агента DEA і засуджені до більш ніж 40-ка років тюремного ув'язнення.

### Ув'язнення
8 квітня 1989 року, в гостьовому будинку губернатора Антоніо Толедо Корро поліція заарештувала Мігеля Гальярдо. Фелікс Гальярдо звинувачений владою Мексики та США у викраденні і вбивстві американського федерального агента Енріке Камарени, рекеті, контрабанді наркотиків і декількох тяжких злочинах і засуджений на 40-річний тюремний термін. У в'язниці, деякий час він залишався і далі одним з найбільших наркоторговців в Мексиці, контролюючи свою організацію за допомогою мобільного телефону, поки не був переведений до в'язниці суворого режиму Альтиплано, де міститься по сьогоднішній день.

### В культурі
У серіалі від Netflix Нарко: Мексика (2018) Гальярдо зіграв актор Дієго Луна.